# Gilbert de Lacy

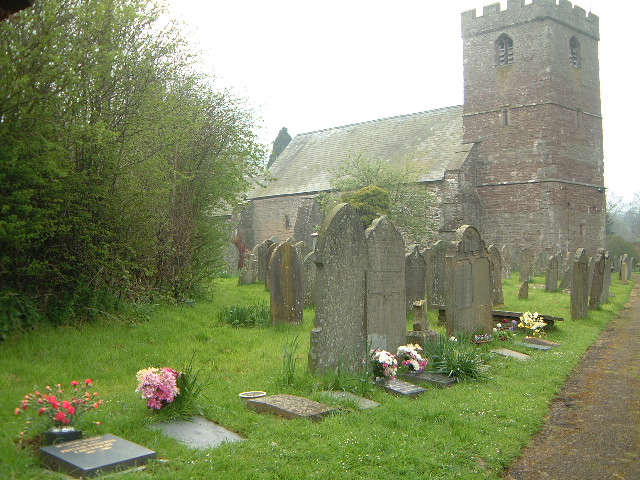
L'église de Clodock, dans le Herefordshire. Elle date pour partie de l'époque de Gilbert de Lacy, qui en a fait don au prieuré de Llanthony, dans le pays de Galles.

Gilbert de Lacy (actif entre 1133 et 1163), lord de Weobley, est un baron anglo-normand du sud des marches galloises, qui essaie de reconstituer son patrimoine durant l'anarchie du règne d'Étienne d'Angleterre (1135-1154).

## Biographie
Il est le fils de Roger de Lacy, qui est banni d'Angleterre en 1095 après ses rébellions de 1088 et 1095 contre le roi Guillaume le Roux. Ses terres en Angleterre lui sont confisquées, et son frère Hugues est autorisé à lui succéder. À la mort sans descendance mâle d'Hugues, le patrimoine est partagé entre Pain FitzJohn, Joce de Dinan et Miles de Gloucester. Avant 1133, Gilbert succède toutefois à son père en Normandie où il tient les fiefs de Lassy et Campeaux (Calvados).
Après la mort du roi Henri Ier en 1135, il retourne en Angleterre, et est présent à la cour de Pâques d'Étienne d'Angleterre en 1136. Il comprend qu'il n'a aucune chance d'obtenir de lui la restitution de l'important honneur de Weobley que son père tenait. Il choisit donc de rejoindre le parti de Mathilde l'Emperesse, la fille de Henri Ier, qui devait normalement lui succéder avant qu'Étienne ne s'empare du trône. En 1138, avec Geoffroy Talbot, un proche, il s'empare du château de Weobley et le fortifie sans succès contre le roi Étienne. Plus tard, les deux hommes mènent l'armée qui attaque la ville de Bath. En 1141, il est témoin de quelques chartes signées par l'Emperesse.
Pour Charlotte A. Newman, Miles de Gloucester et Gilbert de Lacy font en sorte de toujours être dans des camps opposés de sorte qu'il y ait forcément un perdant dans leur lutte pour l'honneur de Weobley. Pour C. P. Lewis, bien que Miles de Gloucester ait déserté la cause du roi avant 1141, il n'y a pas de preuves concrètes que Gilbert ait rejoint le parti du roi.
Gilbert profite de l'anarchie dans le sud des marches galloises pour récupérer le patrimoine familial. Mais après la mort de Miles de Gloucester en 1143, son fils Roger s'allie avec Robert, le comte de Gloucester, pour le combattre et le déposséder. Durant les dernières années du règne d'Étienne († 1154), Roger a le contrôle incontesté du sud des marches galloises. Gilbert a abandonné la lutte pour le contrôle de l'honneur de Weobley probablement depuis le début des années 1150.
Après l'accession au trône de Henri II, le fils de Mathilde l'Emperesse, Roger FitzMiles, le fils et héritier de Miles de Gloucester, espère bien pouvoir conserver ses acquis de la guerre civile. Il a en effet été le principal partisan de la cause angevine en Angleterre après la mort de Robert de Gloucester en 1147, et a largement accru son influence dans le sud des marches. Mais le roi Henri a pris en faveur Gilbert de Lacy, qui apparaît dans son entourage avant juin 1153. Il lui permet alors de récupérer le patrimoine familial. En 1155, Roger FitzMiles se rebelle contre le roi, il obtient confirmation de la plupart de ses possessions, sauf l'honneur de Weobley. En 1155, il tombe malade et se retire à l'abbaye de Gloucester.
En 1158 ou 1159, Gilbert transmet ses terres à son fils aîné Robert, auquel succédera à son tour son frère Hugues de Lacy, et rejoint l'ordre du Temple. À la Pentecôte 1160, il est l'un des templiers qui garantissent le traité de paix entre Henri II d'Angleterre et Louis VII de France. En 1160 ou 1161, il est à Jérusalem et devient maître de l'ordre pour le comté de Tripoli vers 1163. En 1164, il est l'un des commandants d'une armée de croisés qui résiste à Nur ad-Din dans la plaine de la Bekaa. Il meurt à une date inconnue.

## Famille et descendance
D'une épouse inconnue, il a deux fils :
- Robert (II) († 1162), lord de Weobley, succède à son père en 1158/9 ;
- Hugues (II) († 1186), lord de Weobley, puis lord de Meath.

### Sources
- C. P. Lewis, « Lacy, Gilbert de (fl. 1133–1163) »,  Oxford Dictionary of National Biography, Oxford University Press, 2004. Version de novembre 2008.